# Arcidiocesi di Neopatrasso
L'arcidiocesi di Neopatrasso (in latino: Archidioecesis Neopatrensis) è una sede soppressa e sede titolare della Chiesa cattolica.

## Storia
Neopatrasso, identificabile con Ypati in Grecia, è un'antica sede metropolitana della provincia romana della Tessaglia nel patriarcato di Costantinopoli.
Inizialmente suffraganea dell'arcidiocesi di Larissa, fu in seguito elevata al rango di sede metropolitana. Nella Notitia Episcopatuum attribuita all'imperatore Leone VI (886-912) appare al penultimo posto nell'ordine gerarchico delle metropolie del patriarcato di Costantinopoli e le è assegnata una sola diocesi suffraganea, Marmarizana.
Il menologio greco ricorda, alla data del 28 marzo, sant'Erodione, che secondo la tradizione era uno dei Settanta discepoli menzionati nei vangeli e commemorato come primo vescovo di Neopatrasso. È identificato con l'Erodione di cui parla la lettera ai Romani (16,11), dove si dice che fu parente di Paolo di Tarso.
Primo arcivescovo storicamente documentato è Leone, che partecipò al Concilio di Costantinopoli dell'879-880 che riabilitò il patriarca Fozio di Costantinopoli. Secondo Le Quien, il vescovo Simeone fu trasferito alla sede di Laodicea di Frigia all'epoca dell'imperatore Leone VI. Nicola firmò un decreto sinodale del patriarca Sisinio II attorno al 997. La sigillografia ha poi restituito il nome di un altro arcivescovo, Cosma, vissuto nel X secolo.
In seguito alla quarta crociata fu eretta un'arcidiocesi di rito latino, di cui sono noti alcuni arcivescovi fino alla fine del XIV secolo.
Dal 1933 Neopatrasso è annoverata tra le sedi arcivescovili titolari della Chiesa cattolica; la sede è vacante dal 9 marzo 1980.

## Cronotassi

### Arcivescovi greci
- Sant'Erodione †
- Leone † (menzionato nell'879)
- Simeone † (? - circa 886/912 nominato arcivescovo di Laodicea di Frigia)
- Cosma † (X secolo)[5]
- Nicola † (menzionato nel 997)

### Arcivescovi latini
- Anonimo † (menzionato nel 1208)
- Giovanni, O.S.B. † (13 febbraio 1218 - ?)
- Ferrer Abella, O.P. † (27 giugno 1323 - 28 settembre 1330 nominato vescovo di Mazara del Vallo)
- Giacomo † (? deceduto)
- Pietro Fabbri de Armoniaco, O.F.M. † (9 agosto 1361 - ?)
- Francesco, O.F.M. † (? deceduto)
- Matteo, O.F.M. † (6 febbraio 1376 - ?)

### Arcivescovi titolari
- Ángel María Pérez y Cecilia, O.C.D. † (12 novembre 1934 - 14 giugno 1945 deceduto)
- Leonidas Medina † (19 luglio 1947 - 25 dicembre 1953 deceduto)
- Domenico Menna † (8 settembre 1954 - 8 ottobre 1957 deceduto)
- Angelo Innocent Fernandes † (4 giugno 1959 - 16 settembre 1967 succeduto arcivescovo di Delhi)